# Cerdistus maricus
Cerdistus maricus là một loài ruồi trong họ Asilidae. Cerdistus maricus được Walker miêu tả năm 1851. Loài này phân bố ở miền Australasia.